# Abdenour Zahzah
Abdenour Zahzah (Blida, 1973) è un regista e produttore cinematografico algerino.

## Biografia
Si laurea ad Algeri nel 1997 in produzione audiovisiva e dirige la Cinemateca di Blida dal 1998 al 2003. 
Nel 2002 inizia anche la sua attività di regista, con Frantz Fanon: mémoires d'asile, un documentario sull'ospedale psichiatrico di Blida. Tra il 2003 e il 2006 compie diversi viaggi in Francia, dove realizza alcuni documentari, da lui considerati un importante apprendistato. 
Nel 2010 Garagouz segna il passaggio alla fiction e viene selezionato ai festival di Namur, Montpellier, Dubai, al Fespaco 2011 e alla 21ª edizione del Festival del cinema africano, d'Asia e America Latina di Milano.

## Filmografia
- Frantz Fanon: mémoires d'asile - documentario (2002)
- Sous le soleil, le plombe - documentario (2005)
- Le non-faire - documentario (2007)
- Maurice Pons, écrivain de l'étrange - documentario (2007)
- La longue marche vers le Nepad - documentario (2009)
- Garagouz - cortometraggio (2010)
- Andalucia - documentario (2011)
- El oued, el oued - documentario (2013)